# Liri Belishova
Liri Belishova (ur. 5 marca 1926 we wsi Belishova, okręg Skrapar, zm. 23 kwietnia 2018 w Tiranie) – albańska polityk komunistyczna i więźniarka polityczna, matka Drity Çomo.

## Życiorys
Pochodziła z zamożnej rodziny posiadaczy ziemskich, jej ojciec Kambër Belishova był deputowanym do parlamentu w okresie międzywojennym. Uczyła się początkowo w Ballshu, a następnie w Instytucie dla Dziewcząt Królowej Matki w Tiranie, przygotowywała się także do zawodu pielęgniarki. Dzięki swojemu kuzynowi Besimowi w 1940 związała się w Szkodrze z albańskim ruchem komunistycznym, w 1941 wstąpiła do młodzieżówki Komunistycznej Partii Albanii. 28 lipca 1943 wzięła udział w demonstracji antywłoskiej, w czasie której straciła oko od odłamku pocisku i została relegowana ze szkoły. W czerwcu 1944 została aresztowana przez policję, ale udaje się jej uciec ze szpitala więziennego. Po ucieczce ukrywała się w Korczy.
W 1944 została wybrana sekretarzem Rady Młodzieży Antyfaszystowskiej. Problemy ze zdrowiem spowodowały, że w 1944 została ewakuowana z Albanii i leczyła się w szpitalu w Bari. Po powrocie do kraju w 1945 zaangażowała się w działalność Frontu Demokratycznego. W listopadzie 1945 reprezentowała Albanię na Światowym Kongresie Młodzieży w Londynie. 
Była przeciwniczką zbliżenia Albanii z Jugosławią. Po śmierci jej pierwszego męża, ministra gospodarki Nako Spiru w 1947 została odsunięta od zajmowanych stanowisk za wygłaszanie krytycznych uwag pod adresem rządzącej ekipy i wysłana do Beratu, gdzie pracowała jako nauczycielka. Po odsunięciu Koçi Dzodze w 1948 została przywrócona do łask i została członkiem Biura Politycznego Albańskiej Partii Pracy, a także deputowaną do parlamentu. Funkcję tę pełniła do 1960. W latach 1958–1961 pełniła funkcję sekretarza prezydium Zgromadzenia Ludowego.
W latach 1952–1954 studiowała wraz z Ramizem Alią w Instytucie Marksizmu-Leninizmu w Moskwie. Po powrocie do kraju została członkiem sekretariatu partii. W tym czasie ponownie wyszła za mąż – za ówczesnego ministra rolnictwa Maqo Çomo. W czerwcu 1960 odwiedziła Pekin w składzie oficjalnej delegacji albańskiej, kierowanej przez Haxhi Lleshiego. Po powrocie do kraju rozmawiała z doradcami sowieckimi, pracującymi w Albanii przekonując, że Chiny prowadzą politykę konfrontacji z ZSRR. W atmosferze pogarszających się relacji Albanii z ZSRR została odsunięta z zajmowanych stanowisk i skierowana do pracy w szkole podstawowej im. Hasan Vogli w Tiranie. We wrześniu 1960 została aresztowana, wraz z mężem. Karę odbywała początkowo we wsi Goranxhi k. Gjirokastry, skąd trafiła do miejsca internowania we wsi Progonat, a następnie do Cërriku, skąd została zwolniona w maju 1991. Po uwolnieniu mieszkała w Cërriku, skąd przeniosła się do Tirany. W latach 90. działała w ruchu kombatanckim. Jako jedna z nielicznych osób z kierownictwa partii komunistycznej publicznie przeprosiła za krzywdy, które wyrządził komunizm narodowi albańskiemu.
Pod koniec życia mieszkała w Tiranie, jej wypowiedzi dotyczące okresu komunizmu kilkakrotnie ukazywały się w prasie albańskiej. W 1991 publicznie oskarżyła Envera Hodżę o udział w zabójstwie Nako Spiru. Zmarła w prywatnym szpitalu w Tiranie.
Z małżeństwa z Maqo Çomo miała dwoje dzieci: Petrita (ur. 1956) i Dritę (1958-1981).

## Publikacje
- Liri Belishova: Fjala e mbajtur në Kongresin e III-të të Partisë së Punës të Shqipërisë. Tirana: Ndërmarrja Shtetërore e Botimeve, 1956. Brak numerów stron w książce